# Vickers Falcon
Il Falcon  è stato un semovente antiaereo (SPAAG) sviluppato privatamente dalla Vickers e armato con due cannoni Hispano-Suiza HSS 831L calibro 30 mm, rimasto allo stadio di prototipo.  Il semovente era concepito per la difesa delle truppe terrestri da attacchi aerei nell'area del campo di battaglia, il contrasto agli elicotteri e agli aerei da attacco, l'ingaggio di veicoli terrestri come VTT e APC.

## Storia
L'interesse per i sistemi antiaerei semoventi (SPAA) riemerse nell'esercito britannico tra la fine degli anni sessanta e all'inizio degli anni settanta del XX secolo, con sistemi basati sia su cannoni che su missili in fase di valutazione.  La Francia e la Germania Ovest avevano lavorato su tali veicoli per diversi anni. La Francia sviluppò il Défense Contre Avion (DCA), costituito da due cannoni automatici da 30 mm a guida radar in una torretta modulare che poteva essere montata sia sul telaio dell'AMX-13, lo AMX-13 DCA, che su quello dell'AMX-30, lo AMX-30DCA. La Germania Ovest sviluppò il più potente semovente Gepard, basato sul telaio del carro armato Leopard 1 e dotato di due cannoni da 35 mm a guida radar in una nuova torretta. Sebbene entrambi i sistemi fossero considerati di successo, erano tutti piuttosto costosi.
In risposta, la divisione armamenti della società di ingegneria britannica Vickers-Armstrongs Limited, ideò con una iniziativa privata un'alternativa più economica ai modelli francesi e tedeschi, il  Falcon. Il nuovo semovente  avrebbe potuto ingaggiare velivoli o elicotteri volanti a bassa quota, ed era armato con 2 cannoni automatici Hispano-Suiza da 30 prodotti su licenza dalla British Marc Limited (sussidiaria della Oerlikon). Inoltre sarebbe stato in grado di ingaggiare bersagli a terra come VTT e APC. Lo scafo prescelto per l'installazione della nuova torretta era quello del semovente d'artiglieria da 105 mm FV433 Abbot SPG, a sua volta derivato dal veicolo trasporto truppe (VTT) FV432.
Dato che il prototipo nuovo veicolo, realizzato sullo scafo del secondo prototipo dello FV 433 Abbot, era un'iniziativa privata e non si basava su una specifica ufficiale, non ricevette il numero standard militare britannico "Fighting Vehicle" o "FV".
Il Vickers Falcon era largo 2,641 m, lungo 5,709 m, alto 25 m e pesava a pieno 15,8 tonnellate. Poiché non era più necessario un caricatore, il veicolo aveva un equipaggio più piccolo di 3 uomini composto da comandante, mitragliere e autista. Le posizioni dell'equipaggio rimasero convenzionali, con l'autista situato nella parte anteriore destra del veicolo e il comandante e il mitragliere fianco a fianco nella torretta. Il semovente aveva un equipaggio di 3 uomini composto da capocarro, mitragliere e conducente. Le posizioni dell'equipaggio rimasero convenzionali, con il conducente sito nella parte anteriore destra del veicolo e il capocarro e il mitragliere posti fianco a fianco nella torretta. Se fosse entrato in servizio, avrebbe ricevuto alcune delle altre caratteristiche dell'Abbot, come lo stesso schermo galleggiante pieghevole che avrebbe consentito il guado profondo o l'attraversamento di fiume, nonché l'equipaggiamento di guida a infrarossi.
La torretta costruita dalla BMARC era simile a quella progettata per l'Abbot, era posizionata nella parte posteriore del veicolo e fu realizzata con una piastra corazzata saldata. La piastra era spessa solo 10-12 mm tutt'intorno alla torretta, ed era a prova di frammentazione e fuoco di armi leggere. L'equipaggio sedeva nella parte posteriore della torretta ed era separato dai cannoni e dalle munizioni, limitando l'inquinamento acustico e dei fumi. Il capocarro sedeva sulla destra con il mitragliere sulla sinistra. Ogni uomo aveva un portello sopra di sé e la sedia del comandante era regolabile in altezza, consentendogli di operare "a testa in giù" se la situazione lo richiedeva. Il Falcon era equipaggiato con apparecchiature radio VHF (ad altissima frequenza) standard dell'esercito britannico per la trasmissione interna ed esterna, e queste erano posizionate sul lato della torretta del comandante.
Sia la rotazione orizzontale che quella verticale erano alimentate elettricamente utilizzando il sistema Metedyne sviluppato dal produttore GEC/AEI (General Electric Company/Associated Electrical Industries). Questo sistema era utilizzato anche sui carri armati Centurion, Chieftain, e Vickers MBT. Il controllo era ottenuto tramite un joystick a due assi che veniva attivato con la pressione di un pedale. Il capocarro aveva gli stessi controlli nella sua postazione, qualora fosse stato necessario un "intervento del comandante". In cima alla torretta vi sono le due distinte aperture dei mirini periscopici. In caso di guasto al sistema di rotazione elettrico, c'erano dei backup manuali sotto forma di manovelle. In questa situazione, il mitragliere avrebbe controllato la rotazione verticale mentre il comandante avrebbe controllato quella orizzontale.
L'armamento si basava su due cannoni Hispano-Suiza HSS 831L calibro 30 mm i cui proiettili erano gli stessi usati dai cannoni L21 RARDEN ("Royal Armament, Research and Development Establishment" e "Enfield") dell'FV107 Scimitar CVR(T) e dell'FV721 Fox CVR(W). I cannoni erano azionati con un sistema di controllo del fuoco (FCS) sviluppato dalla società elettrica britannica Marconi. Le armi erano caricate elettricamente e sparavano a "fuoco selettivo", cioè automatico o semiautomatico. La cadenza di tiro era di 650 colpi al minuto per arma. I cannoni venivano alimentati tramite paracadute che conducevano a scatole di munizioni situate nella parte anteriore del cestello della torretta, una scatola per cannone. Ogni scatola conteneva 310 colpi per un totale di 620 colpi. Una scorta di munizioni piuttosto limitata, che consentiva solo 30 raffiche da un secondo (20 colpi per raffica). I colpi venivano alimentati nei paracadute tramite un sistema a cinghia azionato dal rinculo, i bossoli vuoti e le maglie della cinghia venivano espulsi attraverso le porte nei cuscinetti del perno di elevazione a sinistra e a destra della torretta.
Per ricaricare, la torretta veniva spostata sul retro, portando i contenitori delle munizioni in linea con la porta di accesso dell'equipaggio, un grande portello sito nella parte posteriore del veicolo consentiva all'equipaggio di far scorrere i caricatori fuori e sostituirli. La manutenzione delle armi era facili con i portelli nella parte anteriore della torretta che garantivano un buon accesso. Anche le canne erano semplicemente inserite a baionetta nei loro ricevitori, consentendo di rimuoverle e sostituirle rapidamente se iniziavano a surriscaldarsi.
Erano disponibili quattro tipi di proiettili: High-Explosive (HE), High-Explosive Incendiary Tracer (HEI-T), Armor-Piercing High-Explosive Incendiary (APHEI) e Armor-Piercing Incendiary Cored, Tracer (APIC-T). Il proiettile APIC-T era in grado di penetrare circa 1 ½ pollici (40 mm) di piastra corazzata ad un angolo di 60º a una distanza di ~1.100 iarde (1.000 m). La velocità iniziale era di ~3.500 fps (1.080 m/s) con una gittata fino a 3.300 iarde (3.000 m). I cannoni erano stabilizzati e avevano una elevazione da -5º a +85º, sebbene alcune fonti affermino un angolo di depressione massimo di 10º.
Il periscopio del mitragliere aveva una doppia ottica composta da un ingrandimento x1 con un campo visivo (FOV) di 50º per i bersagli aerei e un ingrandimento x6 con un FOV di 10º per i bersagli a terra. Questo era stato replicato per il comandante, sebbene il suo mirino non includesse il calcolatore dell'angolo di anticipo del bersaglio aereo che era a disposizione del mitragliere. Alcune fonti affermano anche che l'ottica del mitragliere era equipaggiata o era prevista per essere equipaggiata con un telemetro laser, ma ciò non può essere confermato.
Il prototipo del Falcon fu sottoposto a vari test sul campo e a fuoco che ebbero luogo presso la Royal School of Artillery di Larkhill, Wiltshire (Inghilterra sud-occidentale) e la RAF Manorbier, Galles sud-occidentale. Le prove  ebbero un discreto successo. In un'occasione, il Falcon non solo abbatté il bersaglio trainato da un aereo pilotato, ma riuscì a staccare il cavo attaccato dall'English Electric Canberra che lo stava trainando. Il progetto Falcon andò avanti almeno fino all'agosto 1977, poiché il veicolo fu menzionato nell'edizione di quel mese della rivista interna Echo della Marconi Company (produttrice dell'FCS del Falcon). Alla fine l'esercito britannico non aveva alcun interesse ad adottare il Falcon, citando la limitata scorta di munizioni come una delle cause di preoccupazione, poiché il rifornimento avrebbe richiesto un altro veicolo che doveva essere liberato da altro uso.

### Annotazioni
1. ↑  Una versione dello HSS 831 costituiva anche l'armamento della  torretta francese DCA.
2. ↑  Se lo sviluppo del veicolo fosse progredito ulteriormente, è probabile che si sarebbe provveduto al trasporto di un paio di canne di scorta, come era comune sugli SPAAG dell'epoca, incluso il contemporaneo DCA francese, ad esempio.

### Fonti
1. 1 2  Foss 1972, p.20.
2. 1 2 3 4 5 6 7 8 9 10 11  Tanks Encyclopedia.
3. 1 2 3 4 5 6 7 8 9 10 11 12 13 14 15 16 17 18 19 20 21 22 23 24 25 26 27 28 29 30 31  Foss 1972, p.16.
4. 1 2 3  Foss 1972, p.19.